# 英国远程轰炸机部队
遠程轟炸機部隊（英語：Very Long Range Bomber Force），又名老虎部隊（英語：Tiger Force）是第二次世界大戰期間大英國協遠程重型轟炸機部隊的名稱，成立於1945年，由英國皇家空軍轟炸機司令部的轟炸機中隊組成，作戰目標是空襲日本。該部隊原定在盟軍入侵日本本土之前部署到太平洋戰區的沖繩島。然而在廣島與長崎原子彈爆炸以及八月風暴行動迫使日本投降後，該部隊被解散。

## 概述
在1944年9月的魁北克會議上，英國首相溫斯頓·邱吉爾提議，一旦納粹德國被擊敗，英國將把皇家空軍轟炸機司令部的大部分轟炸機（包括500至1000架重型轟炸機）轉移到太平洋戰區。美國總統富蘭克林·羅斯福接受了這一提議，並表示在盟軍面前仍然有一場“漫長而代價高昂的鬥爭”。
在魁北克會議中，邱吉爾提出將提供40個遠程轟炸機中隊，其中20個將在飛行中充當空中加油機；目標為對日本作戰。英國空軍部制定了一個臨時計劃，計畫組成三個大隊，每個大隊有12個重型轟炸機中隊和6個遠程戰鬥機中隊（包括一個加拿大戰鬥機中隊和兩個加拿大轟炸機中隊）。英國皇家空軍上將休·普格·勞埃德爵士於1944年11月被任命為指揮官。
該部隊後來縮減為22個中隊，由一支英國皇家空軍(RAF)、一支加拿大皇家空軍(RCAF) 和一支來自不同國家空軍的中隊共同組成。1945年2月24日，這支部隊被稱為“老虎部隊”，到1945年底，老虎部隊進一步縮減至10個中隊，分為兩個複合大隊，由英國皇家空軍、澳大利亞皇家空軍(RAAF)和紐西蘭皇家空軍(RNZAF)的中隊組成。老虎部隊將以沖繩為基地，並使用蘭開斯特轟炸機、林肯轟炸機和B-24轟炸機。
英國皇家空軍蘭開斯特轟炸機機隊計劃編入老虎部隊，於1945年5月31日離開英國皇家空軍米德爾頓聖喬治基地，到加拿大進行改裝，然後部署到太平洋戰區。在對日作戰勝利日之前，141架皇家空軍蘭開斯特轟炸機前往位於加拿大的皇家空軍蒙克頓基地進行改裝以符合老虎部隊的需求。
老虎部隊於1945年10月31日正式解散。